# Führerhauptquartier Tannenberg

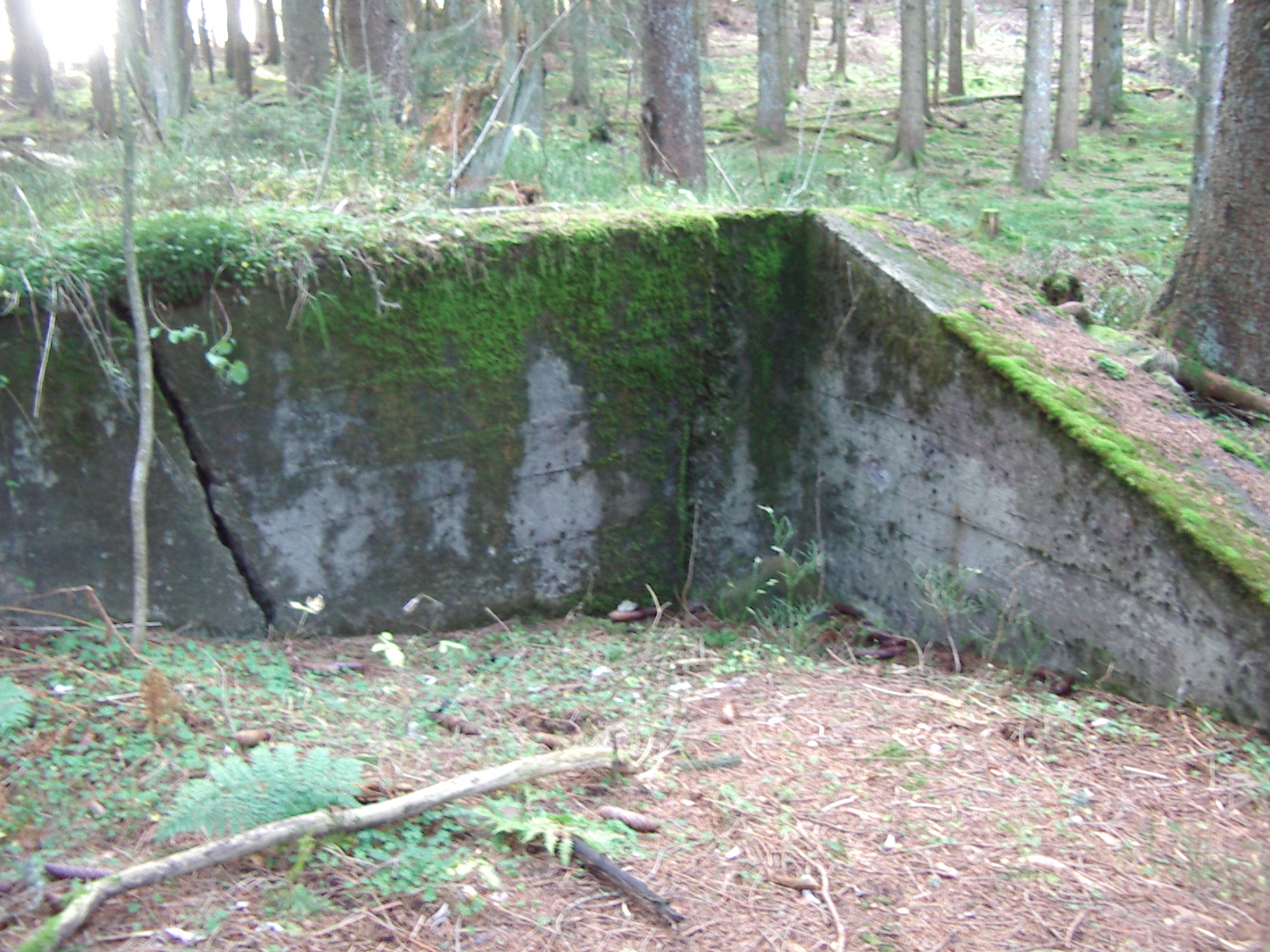
Überreste des Bunkers

Das Führerhauptquartier (FHQ) Tannenberg lag an der Schwarzwaldhochstraße in der Nähe der Alexanderschanze auf dem fast 1.000 Meter hohen Kniebis im nördlichen Schwarzwald (Gemeindegebiet von Baiersbronn). Heute liegt das Areal mit den Resten des ehemaligen FHQ Tannenberg in der Kulisse des Nationalparks Schwarzwald.

## Bau und Planung der Anlage
Tannenberg entstand während der Vorbereitungen des Westfeldzugs am Rande einer hochmoorartigen Lichtung nahe dem Hotel Alexanderschanze. Hitler gab den Bau der FHQ im Juli 1939 in Auftrag. Am 1. Oktober 1940 begannen die Organisation Todt und einige private Subunternehmen den Bau der Anlage. Es handelte sich nicht um einen Neubau, sondern um den Ausbau und die Erweiterung einer schon vorhandenen Luftverteidigungszone des Westwalles.
Gemäß Hitlers Vorgabe sollte die Anlage möglichst nahe an der französischen Grenze errichtet werden, jedoch außerhalb der Schussweite der feindlichen Artillerie.

Bis zum 1. Juli 1940 entstanden neben den entsprechenden Zufahrtswegen zwei Bunker mit einer Gesamtnutzfläche von 275 m², eine Baracke von 85 m² sowie Kasernen. Der eine Bunker sollte Hitler als Unterkunft dienen, im anderen war die Nachrichtenzentrale eingerichtet. Daneben wurden auch die bereits vorhandenen Unterkunftsgebäude und Unterstände ausgebaut und erweitert. Die Abteilung Landesverteidigung des Wehrmachtführungsamtes des OKW bezog ihr Quartier in dem rund 2 Kilometer entfernten Hotel Alexanderschanze, welches noch existiert, aber leer steht.

Lage des FHQ Tannenberg in Europa

Im Umfeld des FHQ wurden leichte Flak-Stellungen gegen Tiefflieger errichtet. Zur Abwehr höher fliegende Maschinen befand sich auf dem nahen Schliffkopf schon eine schwere Flak-Batterie.
Das gesamte Areal (Sperrkreis I) wurde eingezäunt und mit Stacheldraht zusätzlich gesichert. Insgesamt wurden bis zum 1. Juli 1940 2.340 m³ Beton von etwa 500 Arbeitern verbaut. Der Arbeitseinsatz entsprach bei einer Wochenarbeitszeit von 54 Stunden 43.750 Tagwerken, wobei ein Tagwerk der Arbeitszeit eines Arbeiters an einem Werktag entspricht.

## Hitlers Aufenthalt in Tannenberg
Hitler hielt sich nur ein Mal im FHQ Tannenberg auf, vom 27. Juni bis zum 5. Juli 1940, einige Tage nach dem Triumph in Frankreich kommend von Frankreich an und landete auf dem Flugplatz Eutingen im Gäu nahe Horb am Neckar. Von dort wurde er vom Führer-Begleit-Bataillon abgeholt und zum FHQ gebracht. Der Führersonderzug war unterdessen im Bahnhof des 10 km westlich liegenden Oppenau abgestellt. Nach Aussagen von Zeitzeugen hielt sich Hitler überwiegend im Freien auf, da die Neubauten innen noch nicht ausgetrocknet waren und das Wetter es zuließ.

Er zeigte sich gerne in der Öffentlichkeit, u. a. beim Besuch von Verwundeten im Lazarett Freudenstadt, was der Stadt Jahre später beim Vorrücken der Franzosen wenig Sympathien einbrachte.

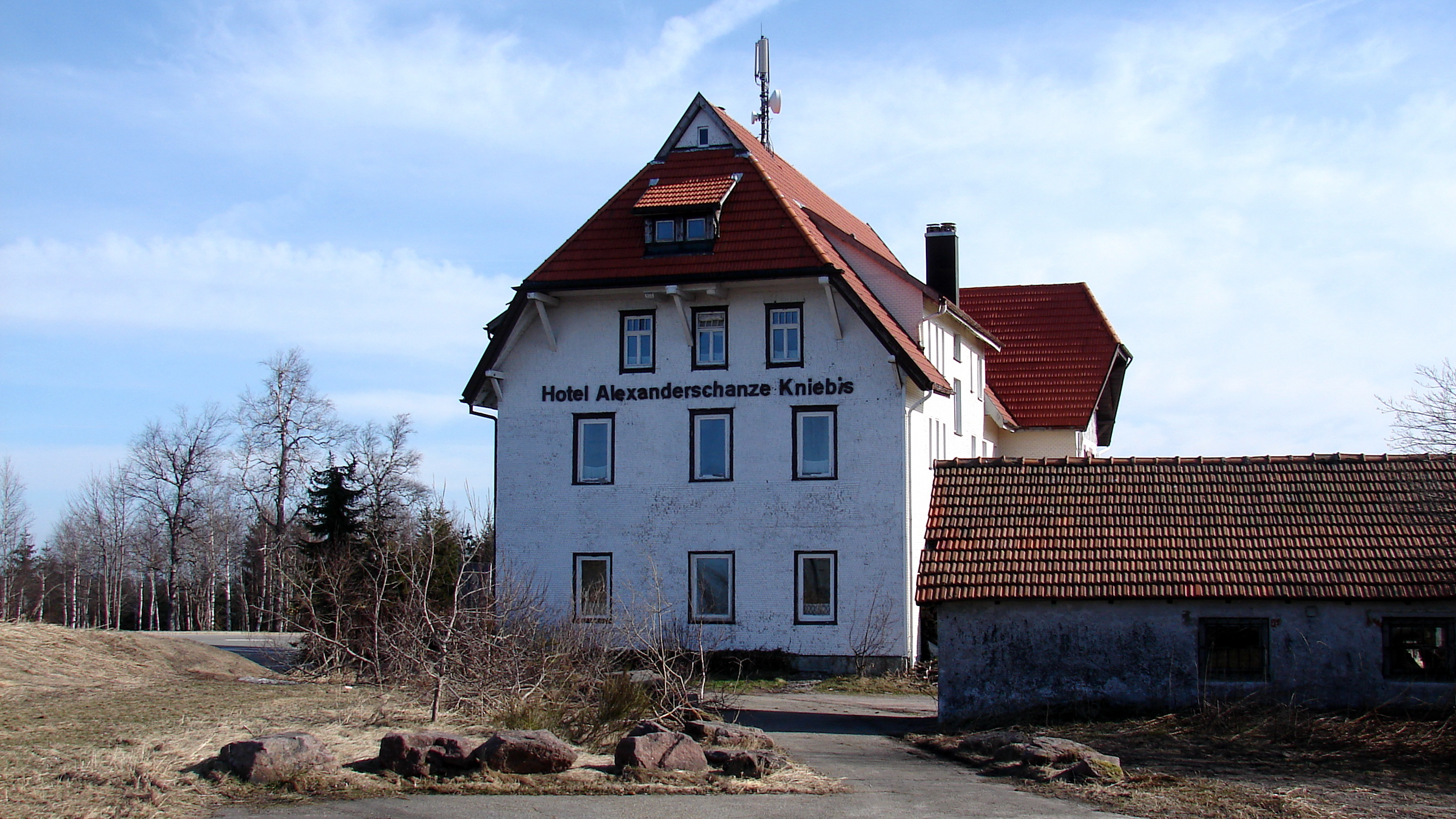
Hotel Alexanderschanze

Seine Ankunft und die damit verbundene Verlegung vom bisherigen Standort Wolfsschlucht zum Kniebis war durch einen Besuch des Kommandanten des FHQ und des Chefadjutanten der Wehrmacht am 16. Juni 1940 angekündigt worden. Neun Tage später, am 25. Juni 1940, trafen die einzelnen Gruppen der Obersten Führung in Tannenberg ein. Während seines Aufenthaltes unternahm Hitler von hier Ausflüge ins benachbarte CdZ-Gebiet Elsaß. Zudem empfing er zahlreiche Gäste, unter ihnen den italienischen Botschafter Dino Alfieri, außerdem Baldur von Schirach, Josef Bürckel, Arthur Seyß-Inquart, Reichsminister Lammers, Goebbels und Josef Terboven.
Hauptsächlich beschäftigte sich Hitler in Tannenberg mit der geplanten Invasion Englands.
Am 2. Juli 1940 redigierte Hitler in Tannenberg den von Alfred Jodl entworfenen „Abschlussbericht des OKW über den Feldzug im Westen“. Am selben Tag legte der Chef des Wehrmachtführungsstabes Hitler auch die ersten Entwürfe und Pläne für eine Invasion in Großbritannien vor. Am Mittag des 5. Juli 1940 verließ Hitler Tannenberg. Das Führer-Begleit-Bataillon, das für seinen Schutz verantwortlich war, wurde ebenfalls abgezogen und in das Führerhauptquartier Kehlsteinhaus (Adlerhorst) verlegt.
Nach seiner Abfahrt nach Berlin hielt sich Hitler nie mehr in Tannenberg auf. Bis zum 25. November 1940 blieb ein Wachkommando in der Anlage zurück. Danach wurde das gesamte Areal an das Wehrkreiskommando V in Stuttgart überstellt.

## Abriss nach 1945

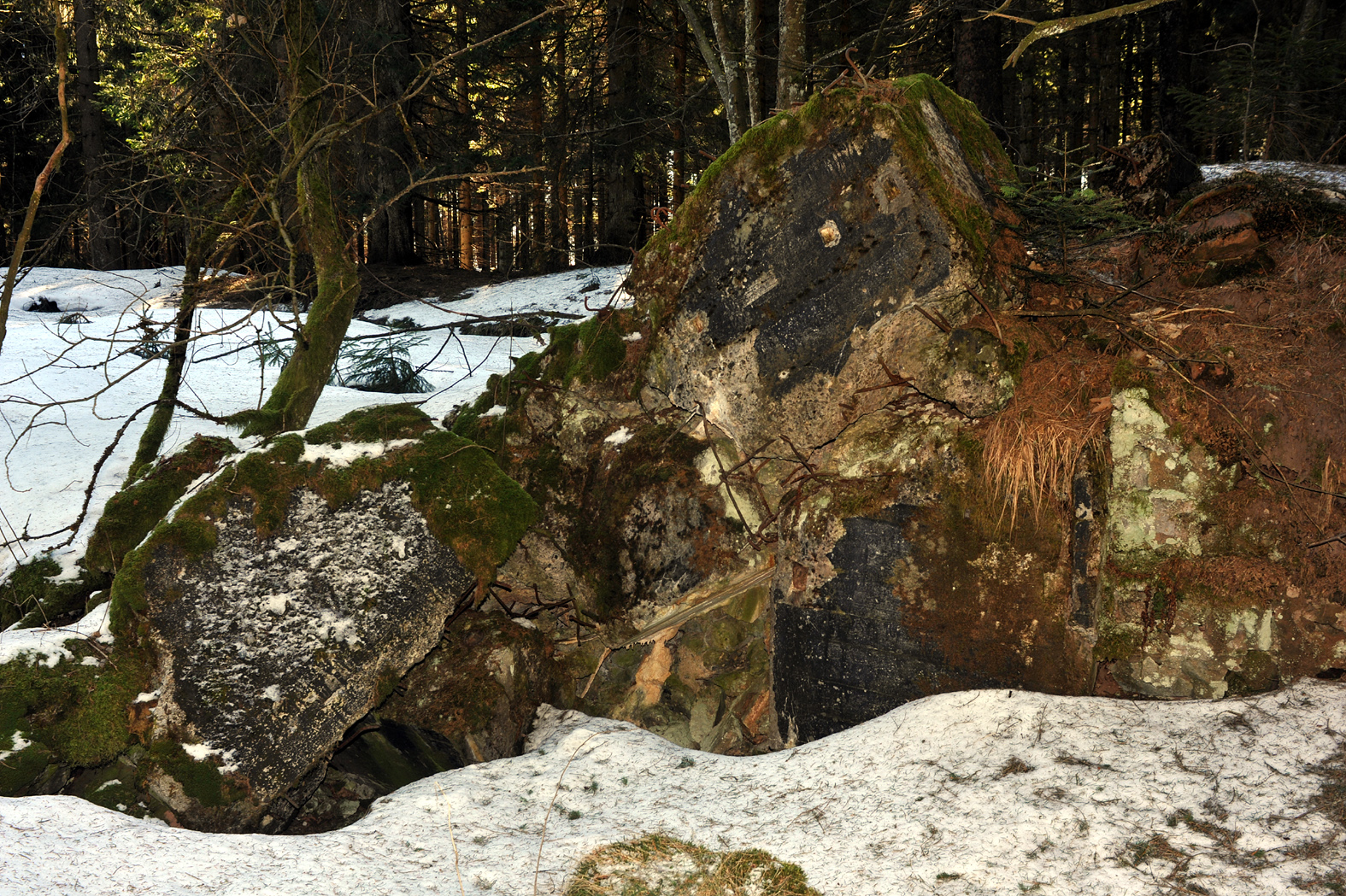
Gesprengte Bunkerreste

Anfang April 1945 erreichten Einheiten des V. US-Korps Tannenberg, das deutsche Pioniere einige Tage zuvor gesprengt hatten. Wie allgemein üblich wurden auch sämtliche Pläne des FHQ's vernichtet.
In den Jahren 1946 und 1947 wurden viele Überreste abtransportiert, die Trümmer dienten der Bevölkerung jahrelang als Baumaterial. Anfang der 1960er Jahre wurden schließlich die meisten Reste des ehemaligen Führerhauptquartiers Tannenberg beseitigt und die Fundamente der Gebäude eingeerdet. Heute sind nur noch wenige gesprengte bzw. übereerdete Bunkerreste, Betontrümmer, Barackenfundamente, loses Mauerwerk und ein offener Abwasserkanal sichtbar.

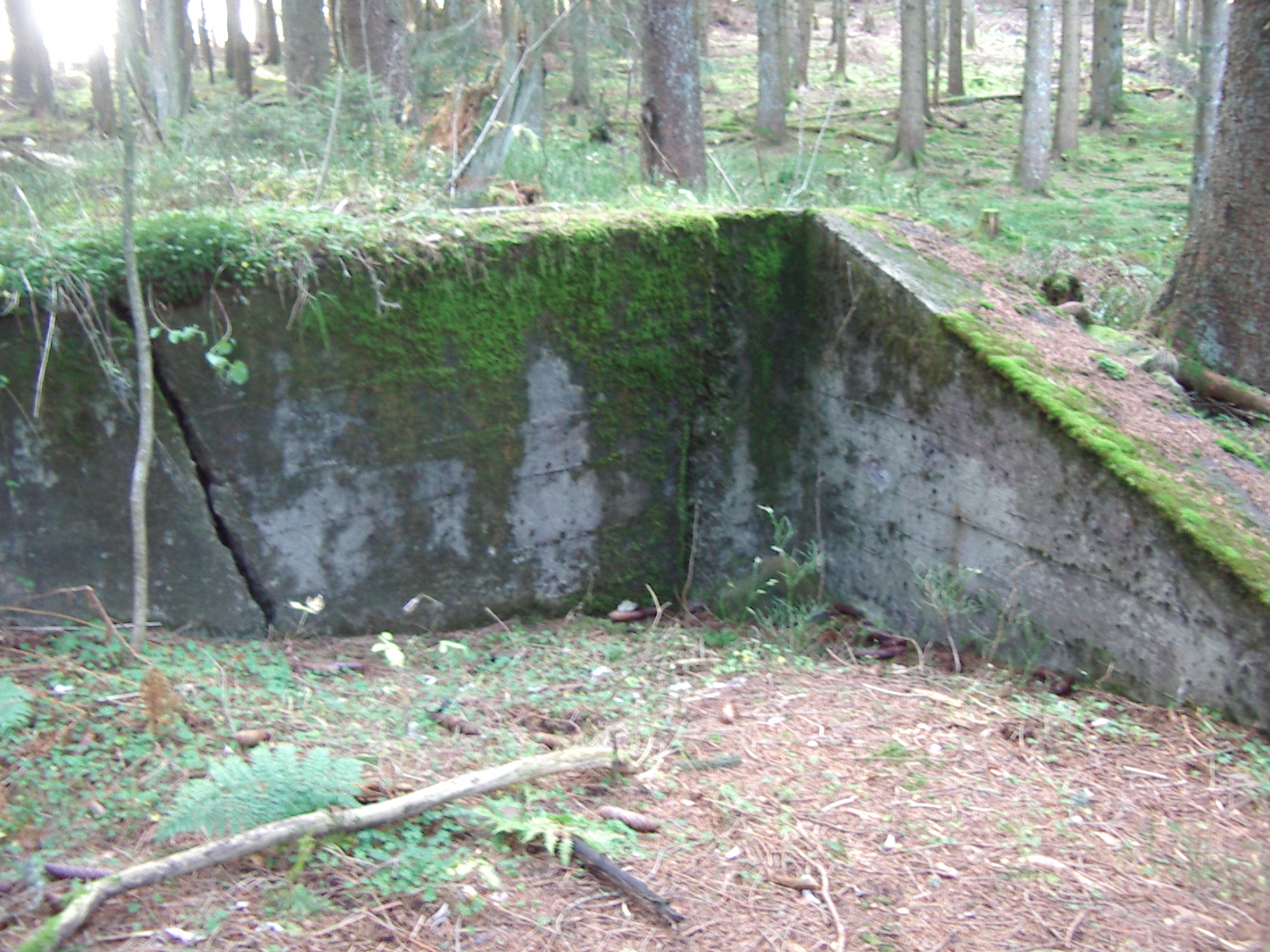
FHQ Tannenberg
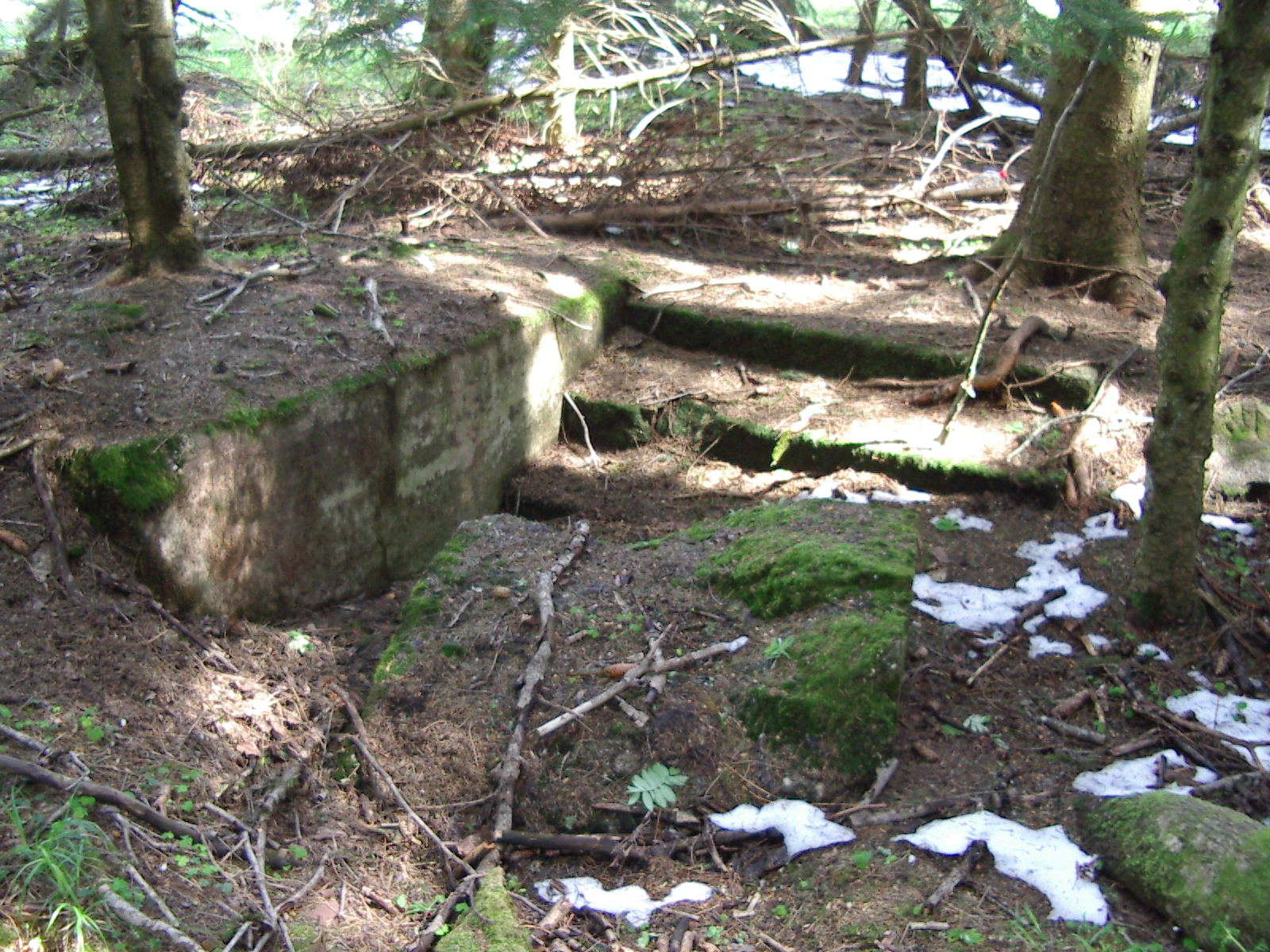
FHQ Tannenberg
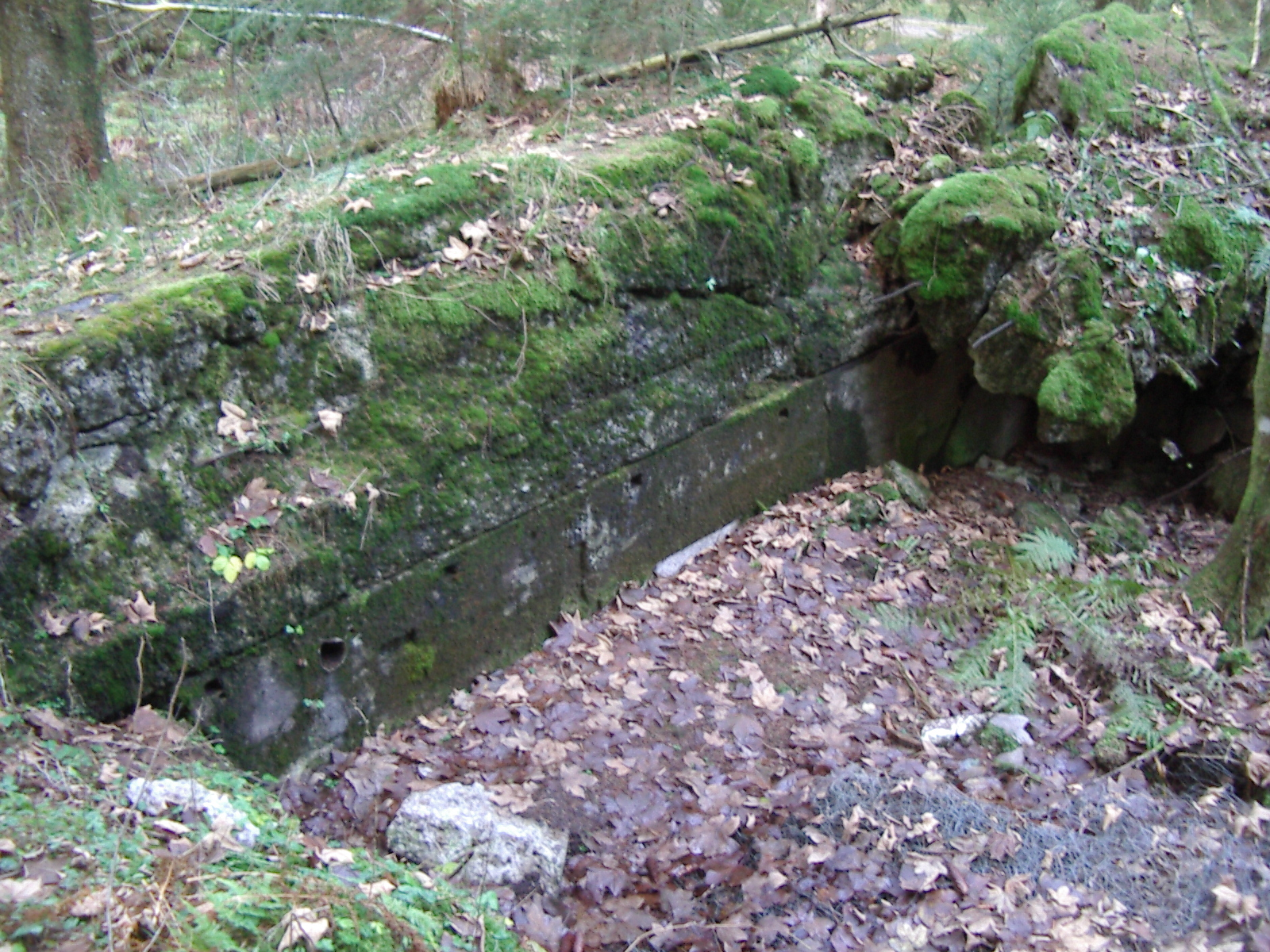
FHQ Tannenberg
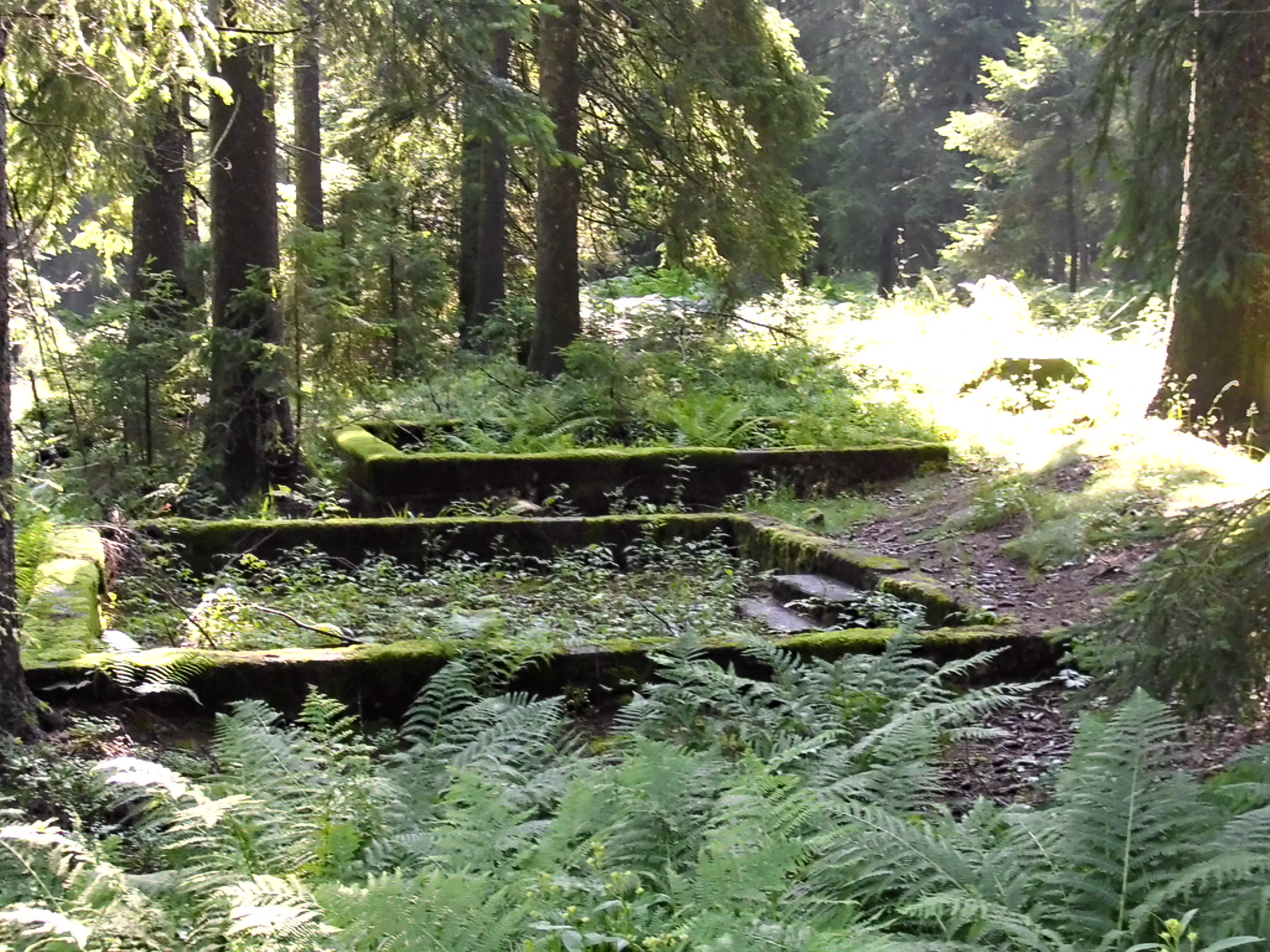
Sockel von Baracken